# Szentkozmadombja
Szentkozmadombja község Zala vármegyében, a Zalaegerszegi járásban, a Zalai-dombság területén, a Göcsejben.

## Fekvése
Zalaegerszegtől 24 kilométerre délnyugatra, Lentitől 31 kilométerre északkeletre fekszik, a Zalai-dombság középső részén húzódó hegyháton. Vizeit a Bécsi- és a Szigeti-patak gyűjti össze.
A közvetlenül határos települések: észak felől Zalatárnok, kelet felől Tófej, dél felől Rádiháza (Gutorfölde része), délnyugat felől pedig Gutorfölde.

### Megközelítése
Legfontosabb közúti megközelítési útvonala a 75-ös főút, mely a Balaton térségétől (Keszthelytől) húzódik Lenti környékéig (Rédicsig) és a község határszélétől alig egy kilométerre északra halad el, kelet-nyugati irányban. Belterülete azonban csak arról Zalatárnoknál letérve – Gutorfölde felé leágazva – érhető el, a 7545-ös úton.
Vasútvonal nem érinti, bár a Zalaegerszeg–Rédics-vasútvonal alig 300 méterre halad el a legdélebbi pontjától. A legközelebbi vasúti csatlakozási lehetőséget így Gutorfölde vasútállomás kínálja, 5 kilométerre délre, de Bak 11 kilométerre lévő állomása több szempontból is jobban elérhető a községből.

## Nevének eredete
Az írott források szerint Szent Kozma és Damján orvos-ikerpárról kapta eredeti nevét, ez változott Szentkozmadombja elnevezésre.

## Története
Egyes kutatók szerint már 1199-ben említik. 1334-ben „in villam Cosme et Damiani martirum” írnak róla az oklevelek, utalván  Szent Kozma és Domján tiszteletére emelt templomra, mely a falu névadója. 1408-ban már „Zentkcozmadamyan”, s ez módosul úgy, hogy a „-damyan”-ból „dombja” lesz. 1786-ban „Kozmadombja”, 1877-ben pedig „Szent-Kozmadombja” néven említik. Az oklevelek egy része a 15-16. században „Tharnaki Kozmadamjan” formában is előfordul, utalva a közeli Zalatárnok településre.
Szent Kozma és Szent Domján Zala vármegyében népszerű szentek, több templom viseli nevüket.
Szentkozmadombja egyházának 1333-ban Domonkos nevű papja, 1421-ben Jakab nevű plébánosa volt.
A falu legkorábbi birtokosait nem ismerjük, azonban egy 1490-ből származó irat szerint György nagybaki plébános vallja, hogy Bezerédy László és néhai Bezerédy György özvegye, Margaretha teljes telküket Tarnok Zenth-kozmadamjan posseessiokban 40 magyar forintokért elzálogosították Peleskei Erdegh Miklósnak. Az 1513-as adójegyzék Ewry Kozmadamyan nevű falut sorolt fel Kerbely Tófej, Sompács helységek szomszédságában.
A Bezerédyek még később ismét birtokosok lettek, ugyanis 1564-ben Miksa császár és király nova donatio-t ad a Bezeréd családnak Zenth-kozmadamjan possessioban. Mintegy 300 éven át a falu életét meghatározó birtokosok. 1550-54-ben Tárnokikozmadamjánnak Mihály a plébánosa.
Egy per szerint 1568-ban a szántói Bottka testvérek jobbágyokkal elfoglaltatták a „Bezerédi testvérek kegyurasága alatt álló szent Cozma és Damian tiszteletére épült egyház 12 hold földjét”.
A következő évszázadból nincsen említésre érdemes adat, a Bezerédj család folyamatosan birtokos, s gyakorolja a templom kegyuraságát.
A török időkben a települést a portyázó csapatok sem kímélték. A 17. század utolsó évtizedeiben puszta lett, csak 1693 után kezdett benépesülni.
Fennmaradt Bezerédi Ferenc és a jobbágyok közötti 1725-ben kelt contractus, melyet Zala vármegye officiálisai előtt kötöttek. Ebben a jobbágyok kérésére a Bezerédi Ferenc jóváhagyja, hogy tekintettel arra, hogy a földesúri major messze van, a parasztok a robottól megszabaduljanak, helyette árendásai legyenek azok. Feltételeik kedveztek a parasztoknak. Kertjeik után, melyekben kendert, mákot és zöldségféléket szoktak termelni, semmiféle tizedet nem kell hogy adjanak. Minden helyes gazda megadja ajándékként a földesúrnak a karácsonyi kappant, a zsellérek együttesen adnak egyet. Az őri pusztát tized ellenében szabadon bírhatták. Bezerédi azt is kikötötte, hogy a parasztok kötelesek a természetben kért gabonatizedet a lakóhelyére szállítani.
1749-ben Bezerédy Ádám és Bezerédy István földesurak igen szigorú falusi rendfenntartást adtak ki. Kikötik, hogy a falubeli elöljárók istenfélő, jámbor emberek legyenek (ha káromkodnak, 1 forint bírságot fizessenek, felét a templomnak). A panaszosoknak panaszpénzt kell letenni, a bíráknak két hét alatt kellett dönteni. Ha késik a döntés, „mindenik közülük, ötven pálczát bizonyosan szenvednyi fog”. A közös terhek szétosztásánál úgy kellett eljárniuk, hogy akinek több van, arra több terhet kell osztani. Gyalázkodás esetén „nyelves pénzt” kellett fizetni, ha a rágalmozó nem fizet, a büntetés kaloda és 24 botütés. Az urasággal való szembeszegülést szintén kalodával és korbáccsal büntették. A tilalmas erdők tilalmasságának megszegőit pénzbírsággal sújtották. A bírák és esküdtek sértegetéséért kaloda és 50 botütés járt. S végül: „ha a bírák a közjó érdekében öszveparancsolják valamire a lakosságot, de akadna olyan, aki nem jön el ilyenkor, azt láncra kell verni, s amíg 25 pénzt le nem tesz bírságként, nem szabad szabadságra engedni.”
1751-ben a Bezerédyek megújították az árendás szerződését, 1761-ben pedig úrbéri szerződést kötnek.
A modern közigazgatás megszervezésekor a novai járás kisközsége a zalatárnoki körjegyzőséghez tartozott. Az anyakönyv-vezetést is ott végezték. Közorvos Nován volt. 1925-ben 1 tantermes községi elemi iskolája volt. A faluban egy kiskereskedő működött. Tíz évvel később területe 1156 kataszteri hold, lélekszáma 519 volt. 94 lakóház volt. A legnagyobb birtokos Schwarcz Mór volt, akinek Vilmamajorban volt birtoka, 197 kataszteri holddal.
A második világháborúnak 14 áldozata volt a községből.
1949-ben elcsatolták a községtől Vilmamajor és Külsőtanya területét Gutorföldéhez. A falu területe ekkor 505 hektár volt, s a 105 lakóházban 465 fő lakott.
A zalai község lélekszáma az utóbbi években-évtizedekben meglehetősen lecsökkent.

## Építészet
A kis település lakóházai eredetileg szétszórtan, a vidékre jellemzően „szeresen” helyezkedtek el, melyek fő építőanyaga a fa volt, egyesek sövény-falúak voltak, a tetők zsúpból készültek. A szobákban szemeskályha, a konyhákban sárkemence állt.
Gyúrkó vár dűlőhöz a néphagyomány török kori vár mondáját fűzi.
Kápolnája Szentháromság titulussal lett felszentelve. Hagyományos búcsújukat június első vasárnapján tartják.
Tervbe van véve egy víztározó építése, valamint a kastély épületének visszavásárlása.

## Közélete

### Polgármesterei
- 1990–1994: Beke Károly (független)[3]
- 1994–1998: Beke Károly (független)[4]
- 1998–2002: Káli Lajos (független)[5]
- 2002–2006: Káli Lajos (független)[6]
- 2006–2010: Káli Lajos (független)[7]
- 2010–2014: Káli Lajos (független)[8]
- 2014–2019: Káli Lajos (független)[9]
- 2019–2024: Káli Lajos (független)[10]
- 2024– : Nagyné Varga Klára (független)[1]

## Népesség
A település népességének változása:
| Lakosok száma | 67   | 68   | 71   | 60   | 70   | 76   | 76   |
|               | 2013 | 2014 | 2015 | 2021 | 2022 | 2023 | 2024 |

A 2011-es népszámlálás idején a nemzetiségi megoszlás a következő volt: magyar 91,7%, német 4,2%. A lakosok 84,8%-a római katolikusnak, 9,1% felekezeten kívülinek vallotta magát.
2022-ben a lakosság 88,6%-a vallotta magát magyarnak, 10% németnek, 1,4% szlovénnek, 5,7% egyéb, nem hazai nemzetiségűnek (10% nem nyilatkozott; a kettős identitások miatt a végösszeg nagyobb lehet 100%-nál). Vallásuk szerint 51,4% volt római katolikus, 1,4% evangélikus, 10% felekezeten kívüli (37,1% nem válaszolt).

## Látnivalók
- Dervarics uradalmi kastély
- Temető-kápolna
- Faluház
- Fogadalmi kereszt

## Hírességek
A falu világhírű szülötte Gerencsér Ferenc cimbalomművész, cimbalomtanár (Szentkozmadombja, 1923. szeptember 8. – Szentkozmadombja, 1989. augusztus 28.).